# 미스터 라디오
《윤정수, 남창희의 미스터 라디오》는 KBS 쿨FM(수도권 FM 89.1MHz)에서 매일 오후 4시부터 저녁 6시까지 방송되는 라디오 프로그램이다.

## 역사
이 프로그램은 처음에 "미스터 라디오"로 시작해, 2007년 4월 16일에 안재욱과 차태현의 진행으로 첫 방송되었다. 이후 2008년 5월에 안재욱이 유럽 여행을 떠나면서 사실상 차태현의 단독 진행으로 바뀌었고, 6월 30일을 끝으로 차태현도 하차, 김장훈과 유영석이 두 달 동안 임시 DJ를 맡았다. 그러다가 9월 1일부터 이훈과 지현우가 미스터 라디오의 새로운 정식 DJ가 되었다. 당시 이훈은 DJ로는 첫 도전이었고, 지현우는 예전에 SBS 라디오의 지현우의 기쁜 우리 젊은 날을 맡았던 경험이 있었다.
하지만 이 둘은 6개월 만인 2009년 3월 1일에 하차하였고, 조향기가 미스터 라디오의 임시 DJ를 맡았다. 그러다가 2009년 4월 27일부터 봄 개편으로 배우 이혁재가 합류하면서 미스터 라디오가 폐지되고 화려한 인생으로 변경되었고, 2010년 1월 20일부터 폭행사건 연루혐의로 이혁재가 하차하면서 조향기가 단독 진행하다가, 여러 대타 DJ를 거쳐 개그맨 변기수가 정식 DJ로 발탁되었다. 그러다가 2010년 4월 19일부터 KBS 라디오 봄 개편에 따라, 미스터 라디오라는 타이틀이 1년만에 부활하면서 캔이 진행을 하다가, 2011년 1월 개편으로 1월 1일부터 개그맨 변기수로 DJ가 교체되었다. 2011년 가을 개편을 끝으로 변기수가 하차하면서 이 프로그램은 폐지되었으나 2018년 5월 14일부터 배우 김승우와 영화감독 장항준의 진행으로 미스터 라디오가 이후 7년만에 부활되었고, 이후 김승우가 하차하고 2018년 11월 19일부터 배우 겸 방송인 김진수가 장항준과 공동으로 진행했다. 2019년 3월 4일부터 개그맨 윤정수와 남창희로 MC가 변경되었다.

## 역대 방송시간
| 방송 채널 | 방송 기간                          | 방송 시간                                                                |
| --------- | ---------------------------------- | ------------------------------------------------------------------------ |
| KBS 쿨FM  | 2007년 4월 16일 ~ 2009년 4월 26일  | 매일 오후 4:00 ~ 저녁 6:00                                               |
| KBS 쿨FM  | 2010년 4월 19일 ~ 2011년 11월 6일  | 매일 오후 2:00 ~ 오후 4:00                                               |
| KBS 쿨FM  | 2018년 5월 14일 ~ 2023년 12월 31일 | 매일 오후 4:00 ~ 저녁 6:00 (생방송), 매일 새벽 3:00 ~ 새벽 4:54 (재방송) |
| KBS 쿨FM  | 2024년 1월 1일 ~ 현재              | 매일 오후 4:00 ~ 저녁 6:00                                               |

## 같이 보기
- 연예오락
- 노래의 날개 위에 (KBS 클래식FM)